# گاباداودیا
گاباداودیا (به لاتین: Gabadaweediya) یک منطقهٔ مسکونی در سری‌لانکا است که در استان جنوبی (سری‌لانکا) واقع شده‌است.